# Malcolm MacDonald
Malcolm John MacDonald, né le 17 août 1901 à Lossiemouth et mort le 11 janvier 1981 à Maidstone est un homme politique et diplomate britannique.

## Biographie

### Jeunesse
Il est le fils de l'ancien premier ministre Ramsay MacDonald et de Margaret MacDonald. Comme son père, il est né à Lossiemouth, Moray. Il est initialement député travailliste, mais en 1931 il rejoint son père pour rompre avec le parti et rejoindre le gouvernement national et est exclu du parti travailliste.
Il fait ses études à la Bedales School et au Queen's College d'Oxford.

### Carrière politique
MacDonald est élu pour la première fois au Parlement pour Bassetlaw lors des élections générales de 1929 et s'est avéré être un fils "loyal", contrairement au fils du chef conservateur Stanley Baldwin, Oliver, qui est également élu député travailliste. En 1931, le gouvernement travailliste se dissout et le père de MacDonald forme le gouvernement national avec des représentants de tous les partis politiques. Cependant, très peu de députés travaillistes l'appuient et Malcolm est nommé à un poste ministériel subalterne en tant que sous-secrétaire d'État aux Dominions. Lorsque les députés travaillistes se sont réunis pour discuter de la formation du gouvernement, Malcolm est le seul présent à se prononcer en faveur des actions de son père et à voter contre une résolution le désapprouvant. MacDonald est réélu aux élections générales de 1931 en tant que candidat Travailliste national et continue à se forger une réputation de ministre hautement compétent. Lorsque son père prend sa retraite en 1935, le nouveau Premier ministre, Stanley Baldwin, le nomme au Cabinet pour la première fois comme secrétaire d'État aux Colonies. Son père est devenu lord président du Conseil et c'est la troisième fois qu'un père et son fils siègent ensemble dans le même cabinet .
Lors des élections générales de 1935 qui ont lieu à l'automne, MacDonald perd de peu son siège, mais après quelques discussions, Baldwin décide de le conserver au gouvernement, bien qu'il l'ait transféré au poste de Secrétaire d'État aux Dominions échangeant avec James Henry Thomas qui avait créé des problèmes avec certains gouvernements des Dominions. En février suivant, MacDonald se porte candidat au Parlement lors d'une élection partielle à Ross et Cromarty. Cette élection s'est avérée chaotique, car l'association conservatrice et unioniste locale refuse de le soutenir (bien que les libéraux nationaux l'aient fait) et soutient Randolph Churchill, fils de Winston Churchill, devenu un critique conservateur de premier plan du gouvernement. Malgré cela, MacDonald remporte l'élection partielle et revient au Parlement. Il conserve son poste après les départs à la retraite de Baldwin et MacDonald en 1937, lorsqu'il entreprend avec le nouveau Premier ministre Neville Chamberlain de négocier un nouvel ensemble d'accords avec l'État libre d'Irlande pour résoudre les différends commerciaux, d'indemnisation et la question des ports. Bien que la question de l'Irlande du Nord n'ait pu être réglée, toutes les autres questions ont été réglées et MacDonald reçoit de nombreux éloges.
En mai 1938, Chamberlain le ramène au Colonial Office - une décision désormais considérée comme une promotion en raison de l'importance accrue du poste, compte tenu de la situation dans le mandat britannique de Palestine. En octobre, le nouveau secrétaire des Dominions, Lord Stanley, meurt et MacDonald est nommé pour lui succéder en plus des colonies, car le poste est dans une période sensible. En janvier suivant, il quitte le ministère des dominions.
En 1939, MacDonald supervise et présente le soi-disant Livre blanc MacDonald qui vise à la création d'un État unifié, avec des contrôles sur l'immigration juive. Le Livre blanc fait valoir qu'avec plus de 450 000 Juifs s'étant désormais installés dans le mandat, la Déclaration Balfour est désormais respectée et le Livre s'oppose à un État juif indépendant. La Commission permanente des mandats de la Société des Nations juge que le Livre blanc est en conflit avec les termes du mandat tels qu'ils avaient été formulés dans le passé. Le déclenchement de la Seconde Guerre mondiale suspend toute autre délibération ,. Le Livre blanc suscite l'opposition des Juifs de Palestine, ainsi que de nombreux partisans du gouvernement national en Grande-Bretagne. Lors de son vote au Parlement, de nombreux partisans du gouvernement se sont abstenus ou ont voté contre les propositions, y compris certains ministres du Cabinet ainsi que Winston Churchill. Les objections au "livre blanc" ont particulièrement porté sur la détresse des Juifs européens sous les régimes nazis en Allemagne et en Autriche, qui ont beaucoup souffert sous l'oppression nazie, mais n'avaient pas d'autres lieux d'immigration disponibles, car la plupart des États à ce stade (y compris les États-Unis et le Canada), n'acceptent les réfugiés juifs. Lors d'un débat parlementaire au Royaume-Uni, Lloyd George  qualifie le Livre blanc d'acte de perfidie tandis que Winston Churchill vote contre le gouvernement.
En mai 1940, Chamberlain tombe et Winston Churchill forme une coalition de tous les partis, amenant le Parti travailliste au gouvernement national pour la première fois. MacDonald est nommé ministre de la Santé. En juin 1940, il est envoyé à Dublin pour une série de rencontres avec Éamon de Valera : il est autorisé à offrir la fin de la partition de l'Irlande si l'État libre entre en guerre du côté des Alliés. De Valera décline l'offre. L'année suivante, sa carrière prend un autre tournant lorsqu'il est nommé haut-commissaire au Canada . Initialement, une législation spéciale est adoptée pour lui permettre de conserver son siège au Parlement, mais en 1945, le National Labour Party s'est dissous et MacDonald décide de se retirer de la politique britannique.
Après la fin de son mandat au Canada en 1946, MacDonald occupe d'autres postes impériaux : en tant que gouverneur général des territoires britanniques en Asie du Sud-Est de 1946 à 1948, puis commissaire général de l'Asie du Sud-Est couvrant les affaires régionales également pendant l'insurrection communiste  et haut-commissaire en Inde de 1955 à 1960 , coprésident de la Conférence du Laos ; et enfin en tant que gouverneur général du Kenya entre 1963 et 1964.
MacDonald reçoit un doctorat honorifique de l'Université Heriot-Watt en 1973 .
Plus tard (1971-1980), il est chancelier de l'Université de Durham .
MacDonald passe les onze dernières années de sa vie à Raspit Hill, près d'Ightham dans le Kent, où il est décédé en 1981, à l'âge de 79 ans.

### Vie privée
En décembre 1946, il épouse Audrey Marjorie Fellowes Rowley  veuve de guerre canadienne. Ils ont un enfant, Fiona (mariée à Bob McElwain). MacDonald a également adopté les deux enfants de sa femme issus de son premier mariage, Bill et Jane Rowley.
Il est un ornithologue passionné et, en 1934, publie le livre Bird Watching At Lossiemouth. C'est, comme il l'a noté, dans un bref avant-propos, une version élargie d'un document qu'il a lu au London Morayshire Club un soir de l'automne 1933 .
Pendant qu'il est haut-commissaire au Canada, MacDonald entreprend deux longs voyages, à bord d'un Grumman G-21 Goose, d'Ottawa à l'extrême nord-ouest du Canada. Il est accompagné de trois hauts fonctionnaires, en août 1942 et mars 1943. Il relate les voyages dans un livre "Down North" (Oxford University Press, Toronto, 1943). Il voyage dans des régions éloignées de l'Alberta, des Territoires du Nord-Ouest, du Yukon et de la Colombie-Britannique, allant jusqu'au nord d'Aklavik. Le livre de MacDonald donne une perspective de l'histoire, de la géographie et des peuples du nord-ouest du Canada.
Le 9 mai 2015, sa veuve Audrey est décédée de causes naturelles à Ottawa à l'âge de 99 ans, trois semaines avant son 100e anniversaire ,.
MacDonald est un collectionneur d'art prolifique, notamment la céramique chinoise. Il vend et donne des collections d'art à des musées du monde entier. Ses collections de céramiques chinoises comprennent un total de plus de 500 pièces avec une durée chronologique de 2000 avant notre ère à environ 1940 CE et incorporant des exemples représentatifs de la plupart des styles de produits céramiques nationaux et d'exportation. Ces collections sont aujourd'hui réparties entre le Musée oriental de l'Université de Durham, le Musée d'art asiatique de l'Université de Malaisie à Kuala Lumpur et le Musée de l'Université nationale de Singapour à Singapour .

## Écrits
Jeune homme, MacDonald aspire à devenir romancier mais ne réussit à publier aucun de ses écrits de fiction. Il écrit un certain nombre d'articles pour des journaux britanniques et canadiens dans les années 1920, dont une série décrivant ses voyages au Japon, en Chine et en Corée en 1929. Après avoir commencé sa carrière diplomatique en 1941, MacDonald rédige des comptes rendus factuels des personnes, des lieux et de la faune qu'il rencontre. Il est l'auteur des ouvrages publiés suivants: 
- Down North (1943: une description de ses voyages en tant que haut-commissaire au Canada)
- Birds of Brewery Creek (1947: un journal d'observation des oiseaux considéré par le secrétaire d'État américain John Foster Dulles comme l'un des meilleurs livres sur le sujet de l'ornithologie nord-américaine)
- Le peuple de Bornéo (1956: un compte rendu de l'amitié de MacDonald avec les peuples Dayak de Bornéo, y compris le chef Iban Temenggong Koh Anak Jubang)
- Angkor (1958: l'un des premiers guides anglophones et systématiquement photographiés du complexe des temples cambodgiens à Angkor Wat)
- Birds in My Indian Garden (1960: contenant de nombreuses images en noir et blanc)
- Birds in the Sun (1962: un guide pour les oiseaux d'Asie du Sud avec photographie couleur par l'amie de MacDonald Christina Loke)
- Treasure of Kenya (1965: autre collaboration avec Christina Loke qui visait à attirer le soutien d'un public britannique pour la conservation de la faune au Kenya. Ce livre a attiré la gratitude du gouvernement kenyan pour l'engagement écologique de MacDonald)
- People and Places (1969: une autobiographie anecdotique)
- Titans et autres (1972: réflexions de MacDonald sur ses amitiés ou associations avec certaines des figures clés du XXe siècle, notamment Jomo Kenyatta et Norodom Sihanouk)
- Inside China (1980: partie une histoire d'introduction à la Chine mais plus un compte rendu de ses voyages à travers la Chine entre les années 1920 et 1970)
- The Pleasures and Pains of Collecting (2018: Mémoires de MacDonald en tant que collectionneur d'art, rejeté par son éditeur de son vivant mais publié à titre posthume par les Amis du Musée oriental, Université de Durham, avec une introduction par le spécialiste de MacDonald et historien de la guerre froide Alexander Shaw ) [14]